# Etnomatemáticas

## Introducción
En Educación matemática y Didáctica de la matemática, se hace referencia al término acuñado por el matemático brasileño Ubiratàn D'Ambrosio cerca de los ochenta, el cual proponía que el concepto se basaba en tres raíces: el nacimiento de este conocimiento en un ambiente social, cultural, natural (etno), que surge como la necesidad de tratar de explicar, entender o enseñar (mathema) determinado arte o técnica (thica). 
En otras palabras, la Etnomatemática "son las ticas de matemá en un determinado etno." Es el estudio de las relaciones entre la matemática y la cultura. Asociada con frecuencia con las "culturas sin expresión escrita", las etnomatemáticas pueden ser definidas como "matemáticas informales" o "las matemáticas que se practican entre grupos culturales identificables".En otras palabras, hacen referencia a un amplio conjunto de ideas que abarcan desde los distintos sistemas numéricos y matemáticos, hasta la educación matemática multicultural. El objetivo de la etnomatemática es contribuir tanto a la comprensión de la cultura, como a la comprensión de las matemáticas, reflejando la apreciación de la conexión que existe entre ambas.

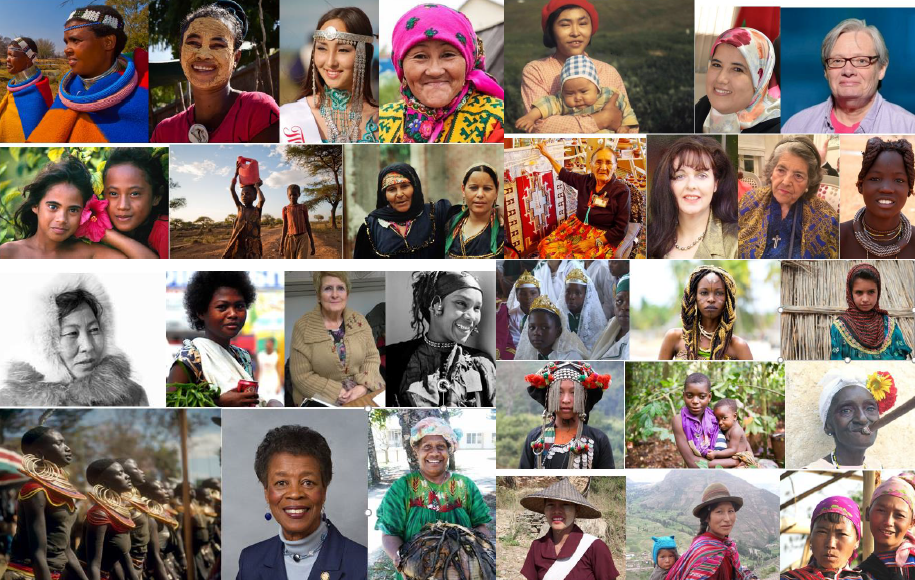
Diversidad étnica y cultural

De igual forma, a través de esta disciplina se pretende considerar el rol cultural que esta ejerce, mientras al mismo tiempo promueve la creación de una conciencia matemática de pueblos excluidos o no reconocidos como lo son: "los incas, cañaris, mapuches, aymaras, kichwas, entre otros".
De acuerdo a lo propuesto por  D'Ambrosio, podemos observar que la dirección a la cual se encamina la etnomatemáticas, se encuentra orientada a una matemática más inclusiva, basada en la diversidad y centrada en la recuperación de la dignidad cultural del ser humano.

## Desarrollo y significado de las "etnomatemáticas"

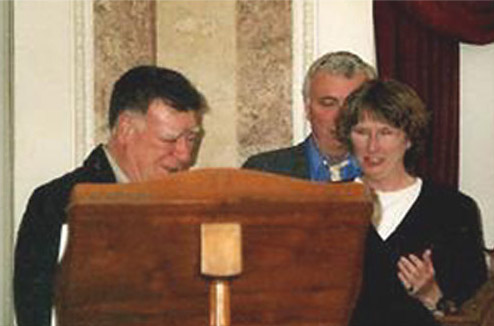
Ubiratan D'Ambrosio. Matemático brasileño que acuña el término "Etnomatemática"

El término "etnomatemáticas" fue introducido por el educador y matemático brasileño Ubiratàn D'Ambrosio en 1977, durante una presentación para la American Association for the Advancement of Science. 
Desde que D'Ambrosio propuso dicho término, se han realizado numerosos esfuerzos por una definición más precisa y completa del término, incluidos los del propio D'Ambrosio ("Un abuso etimológico me lleva a usar las palabras ethno y mathema para sus categorías de análisis y ticas de técnica.).
A continuación se observan algunas de las definiciones de etnomatemáticas que se han propuesto entre 1985 y 2016:
- "Las matemáticas practicadas entre grupos culturales identificables tales como sociedades tribales nacionales, gremios, niños de cierta edad y clases profesionales".[9]
- "Las matemáticas implícitas en cada práctica".[10]
- "El estudio de las ideas matemáticas de las culturas analfabeta".[11]
- "La codificación que permiten a un grupo cultural describir, manejar y comprender la realidad".[12]
- "Se conciben como un producto cultural que se ha desarrollado como resultado de diversas actividades".[13]
- "El estudio y presentación de las ideas matemáticas de los grupos tradicionales de personas".[14]
- "Cualquier forma de conocimiento cultural o actividad social característica de un grupo social o cultural que pueda ser reconocida por otros grupos, como los antropólogos occidentales, pero no necesariamente por el grupo de origen, como conocimiento matemático o actividad matemática".[15]
- "Las matemáticas de la práctica cultural".[16]
- "La investigación de las tradiciones, prácticas y conceptos matemáticos de un grupo social subordinado".[17]
- "He estado usando la palabra etnomatemáticas como modos, estilos y técnicas (ticas) de explicación, comprensión y copia del entorno natural y cultural (matema) en distintos sistemas culturales (etno).[18]
- "¿Cuál es la diferencia entre etnomatemáticas y la práctica general de la creación de un modelo matemático o un fenómeno cultural, por ejemplo, la "antropología matemática" de Paul Kay [1971] y otros. Esencialmente es la relación entre la intencionalidad y un estatus epistemológico. Una sola gota de agua cayendo de una regadera, por ejemplo, puede ser modelizada matemáticamente, pero no atribuiríamos el conocimiento de tales matemáticas a un jardinero. Sin embargo, realizar una estimación de la cantidad de semillas requeridas para mejorar el diseño de un jardín, si serían tal conocimiento".[19]
- "La Etnomatemática estudia cómo se producen los conocimientos en las prácticas propias de las comunidades y grupos que responden a diversas formas de vida y que se desarrollan a partir de la necesidad de sobrevivir y trascender, tanto en el tiempo como en el espacio".[20]
- "NC Ghosh incluyó la Etnomatemática en la lista de Matemáticas Populares" Vide: Lokdarpan - una revista del Departamento de Folklore, de la Universidad de Kalyani y Rabindra Bharati Patrika - una revista de la Universidad Rabindra Bharati, de Kolkata, India. Lokashruti - una revista del Gobierno de Bengal Occidental, en India.
- "Es esencial mostrar que las etnomatemáticas incluyen ideas, perspectivas y prácticas matemáticas de individuos en diferentes culturas y que estas ideas son manifestadas y transmitidas de diversos modos".[21]

## Ejemplos de prácticas propias de cada cultura
En Latinoamérica existen numerosos ejemplos de indagaciones etnomatemáticas fructíferas. Muestra de ello son los significativos hallazgos de Aroca y su equipo, quienes “han identificado a partir de objetos culturales como las mochilas Arahuacas y los petroglifos y los hallazgos de Albertí, cuyas indagaciones le han permitido reconocer la existencia de cierto pensamiento matemático en la “ornamentación arquitectónica del pueblo Toraya”.

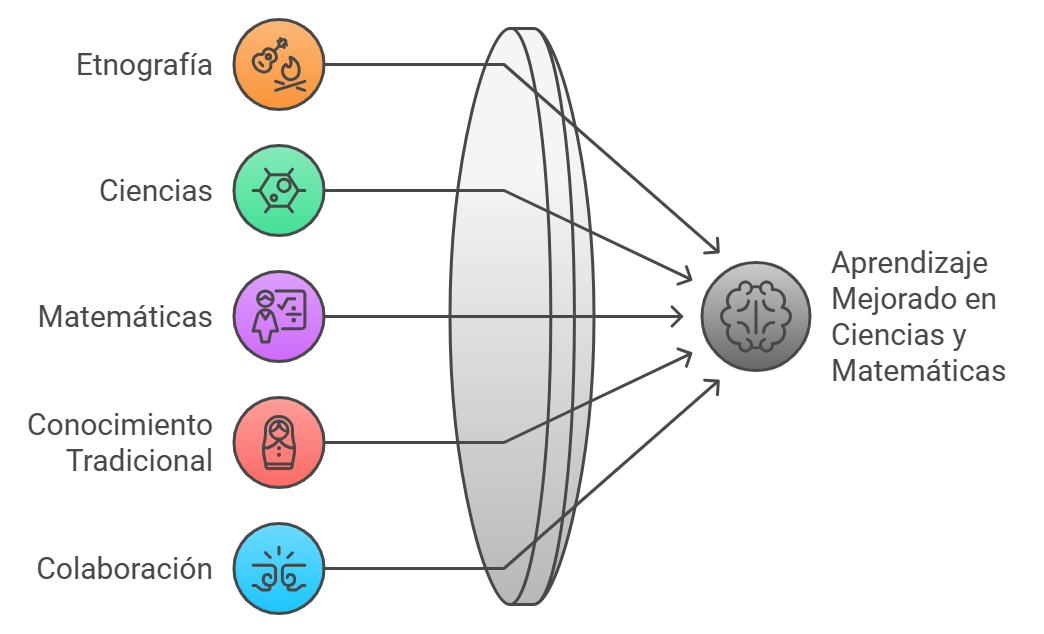
Etnografía y sus aportes a las ciencias

El uso aplicativo de la palabra "etno" nos enmarca en un contexto de alta complejidad cultural, histórica, cultural y científica, pero que a su vez hace posible establecer un mejor proceso de enseñanza aprendizaje en escenarios donde priman las tradiciones y conocimientos heredados que definen a un grupo social.
A continuación se detalla una breve muestra de una gran variedad de estudios adelantados en múltiples ambientes e intereses:
- "Estudio de la medida en la práctica de construcción del Purradé -vivienda tradicional- en la comunidad Embera Chamí, respetando las formas tradicionales de conceptualización de ese pueblo indígena". [24]
- "Los pescadores de una zona del pacífico colombiano consideran aspectos tales como la profundidad, la altura y la distancia para medir y orientarse espacialmente en el mar".[25]
- "Análisis de las formas en que los educadores matemáticos trabajan la herencia cultural negra de los estudiantes en las aulas de matemática".[26]
- "Estudio que indaga sobre las prácticas de localización espacial en un grupo de estudiantes ciegos".[27]
- "Estudio de las prácticas matemáticas en niños en condición de desplazamiento forzado". [28]
- "Estudio sobre los diálogos posibles entre los saberes construidos por jóvenes y adultos en un contexto de prisión y en las aulas de matemáticas".[29]
- "Estudio de prácticas de cirujanos cardiovasculares".[30]
- "Análisis de estrategias geométricas utilizadas por un grupo de artesanos colombianos del municipio de Guacamayas en Boyacá, Colombia".[31]

## Dimensiones fundamentales

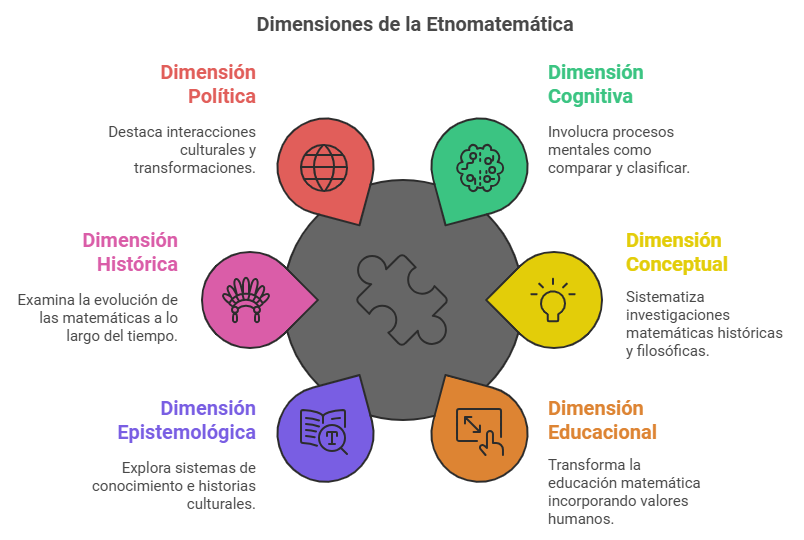
Identificar las dimensiones de la etnomatemática, permite comprender el origen y consolidación de los conocimientos matemáticos generados al interior de una cultura, pueblo o etnia.

Si bien la etnomatemática no es un método de enseñanza "el docente que la integre en el aula debe valorizar, reconocer las formas y maneras en la que vive y convive un grupo, nacionalidad o etnia". Para conceptualizar mejor lo anterior, la etnomatemática se estructura en seis dimensiones:
- Dimensión conceptual: hace referencia a las formas en     que diferentes grupos culturales desarrollan sus propias categorías y conceptos matemáticos. "Indaga en la filosofía de la matemática considerando sus implicaciones pedagógicas visibles como una base fundamental para el desarrollo del conocimiento y procesos de decisión y acciones".[2]
- Dimensión histórica: analiza cómo el conocimiento matemático se ha desarrollado en diferentes contextos y épocas. "Explora cómo el conocimiento matemático es localizado en experiencias individuales y colectivas". [2]
- Dimensión cognitiva: estudia los diferentes procesos de pensamiento y aprendizaje matemático en diversos contextos culturales. Involucra todos los procesos concernientes a "la adquisición, acumulación y diseminación del conocimiento matemático a través de generaciones".[2]
- Dimensión epistemológica: examina la validez y legitimidad de diferentes formas de conocimiento matemático. Parte del empirismo para comprender y explicar la realidad.
- Dimensión política: aborda las relaciones de poder en la producción y validación del conocimiento matemático. Otorga gran valor a las raíces culturales de individuos y comunidades, mostrando respeto por estos.
- Dimensión educacional: se centra en la aplicación de perspectivas culturalmente relevantes en la enseñanza de las matemáticas. Integra la formación académica con la formación integral en el proceso de enseñanza-aprendizaje, fortaleciendo un conocimiento apto para la cotidianidad. [2]

## Áreas

### Numerales y sistemas de nombres

#### Números
Algunos de los sistemas de representación numérica utilizados en culturas antiguas y actuales son conocidos:

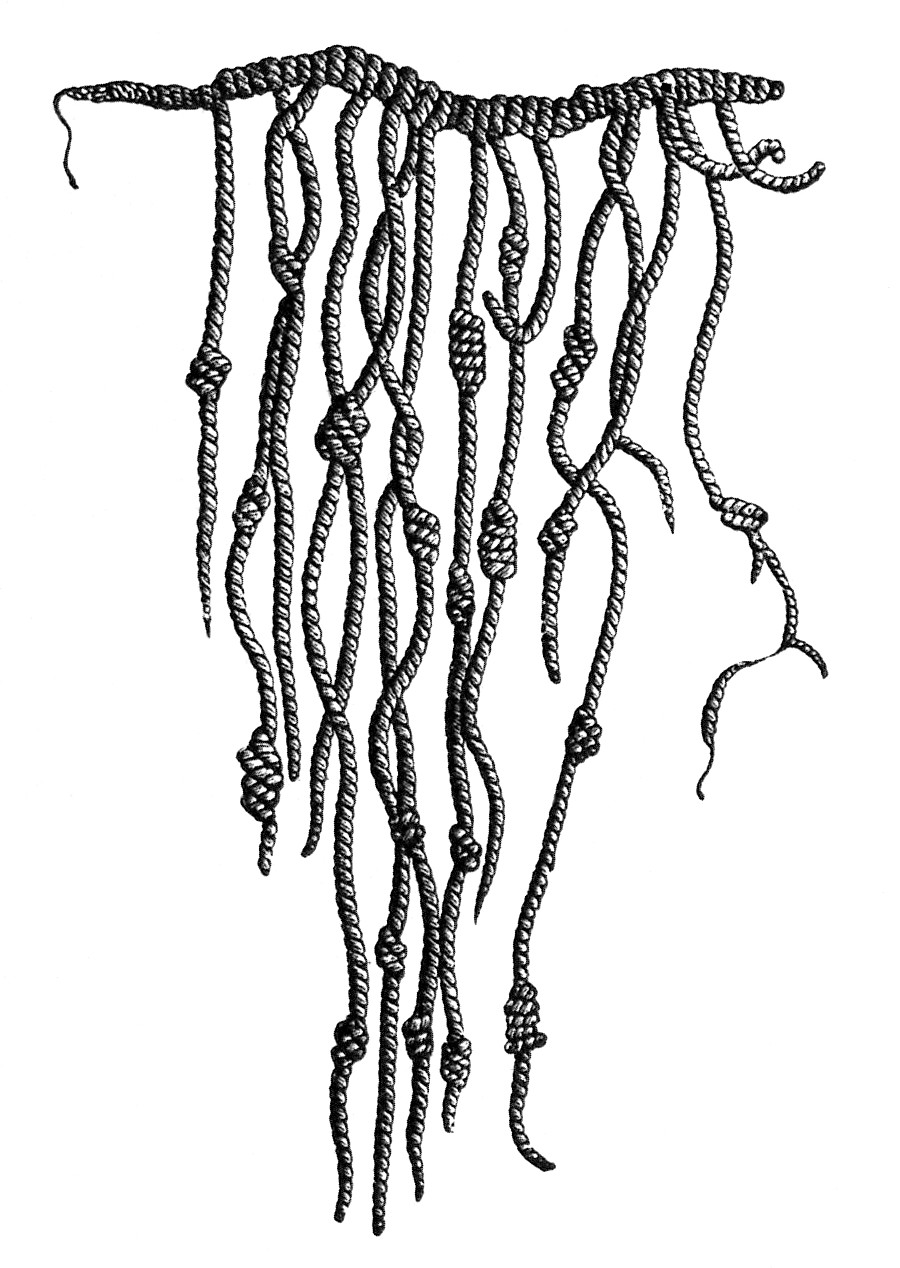
Quipu o Khipu de algodón para registro de conteos utilizado por culturas andinas.

- Los números romanos utilizan unas pocas letras del alfabeto para representar números hasta los millares, pero no están pensados para números arbitrariamente grandes y solo pueden representar números enteros positivos.

- Los números arábigos son una familia de sistemas que se originaron en la India y pasaron a la civilización islámica medieval, luego a Europa y ahora ha sido estandarizados en la cultura global; estos han sufrido muchos cambios interesantes con el tiempo y en relación a la posición geográfica. Este tipo de numeración, permite representar números arbitrariamente grandes, así como números negativos, fracciones y números reales.

- Dentro de los sistemas menos reconocidos, podemos encontrar hoy día, la numeración hebrea y la numeración griega, que utiliza las letras del alfabeto en orden, para representar los dígitos del 1 al 9, las decenas del 10 al 90 y las centenas del 100 al 900.

- Uso del quipu. Un dispositivo provisto de cuerdas de algodón o fibras, que registraba números y hacía posible un registro de datos.

De acuerdo a lo anterior, es posible ver como los etnomatemáticos se interesan por el origen de los sistemas de numeración, así como por sus similitudes, diferencias y su utilidad. La gran variedad de formas de representar los números resulta especialmente intrigante.

#### Nombres utilizados para numeración
Hace referencia a la manera en que se forman las palabras numéricas.

##### Sistema Inglésde numeración
Existen cuatro sistemas diferentes. Las palabras para las unidades (uno al nueve) y la decena son especiales, son formas reducidas de las palabras anglosajonas "one left over" (uno sobrante) y "two left over" (dos sobrantes), que hacen referencia al conteo luego de diez. 
Los múltiplos de diez de "twenty" a "ninety" se forman a partir de las palabras de unidades, del uno al nueve, mediante un único patrón. Del trece al diecinueve se componen a partir de palabras de decenas y unidades de una manera, y los no múltiplos de diez del veintiuno al noventa y nueve se componen a partir de palabras de decenas y unidades de una manera diferente. 
Los números mayores también se forman sobre una base de diez y sus potencias ("hundred" y "thousand" para centenas y miles respectivamente). Se podría pensar que esto está basado en una antigua tradición de contar con los dedos. Los residuos del antiguo conteo de 20 en 20 y de 12 en 12 son las palabras "score", "dozen" y "gross". (Las palabras de números mayores como "million" para denotar millones, no son parte del sistema inglés original, son creaciones académicas basadas en última instancia en el latín). Hubo inconsistencias históricas en la forma en que se usaba el término  "billion" (para denotar mil millones) entre el sistema inglés estadounidense y el inglés británico. Estas inconsistencias se han conciliado desde entonces y los hablantes de inglés modernos se refieren universalmente a 1.000.000.000 como un billón.

##### Sistema Alemán

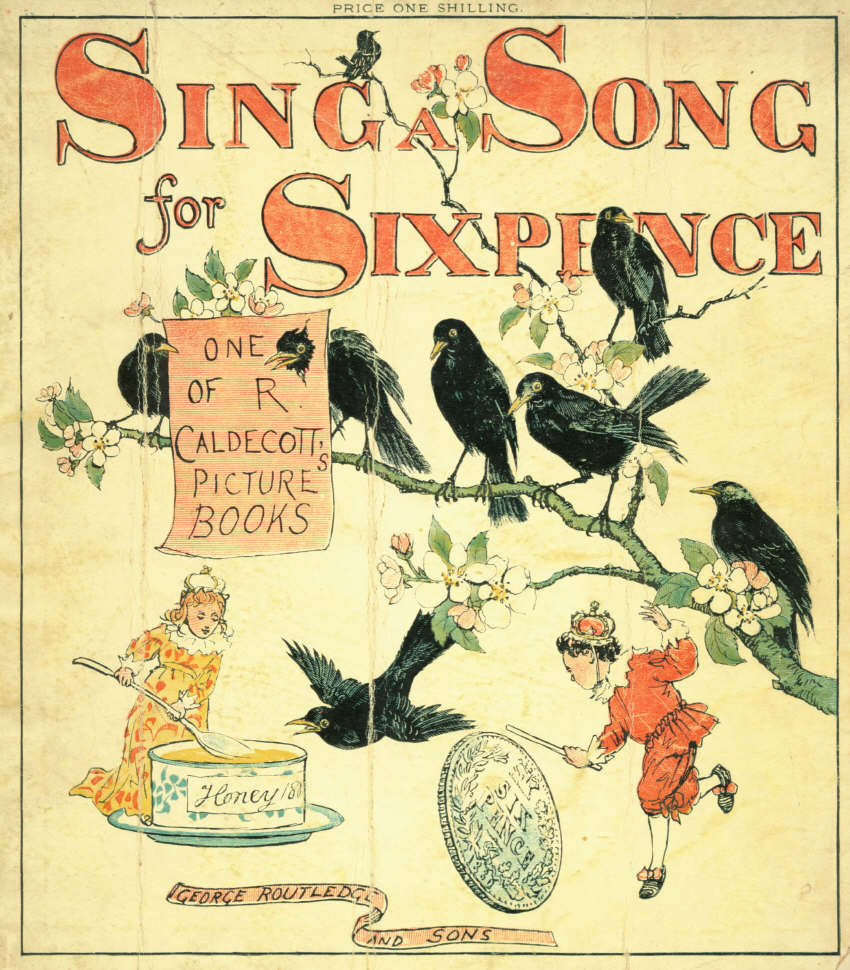
Portada que refiere a la melodía "Sing a Song of Sixpence"

El sistema alemán y el holandés cuentan de forma similar al sistema inglés, pero la unidad se coloca antes de las decenas en los números mayores de 20. Por ejemplo, "26" es "sechsundzwanzig", literalmente "seis y veinte". 
Este sistema era común anteriormente en inglés, como se ve en un fragmento de la canción infantil inglesa Canta una canción de seis peniques ("Sing a Song of Sixpence "): Canta una canción de seis peniques, / una bolsa lleno de centeno. / Veinticuatro mirlos / horneados en un pastel.

##### Sistema Francés
En el idioma francés que se usa en Francia, se observan algunas diferencias. Soixante-dix (literalmente, "sesenta y diez") se usa para "setenta". Las palabras "quatre-vingt" (literalmente, "cuatro veinte", u 80) y "quatre-vingt-dix" (literalmente, "cuatro veinte y diez" 90) se basan en 20 ("vingt") en lugar de 10.

##### Sistema Chino

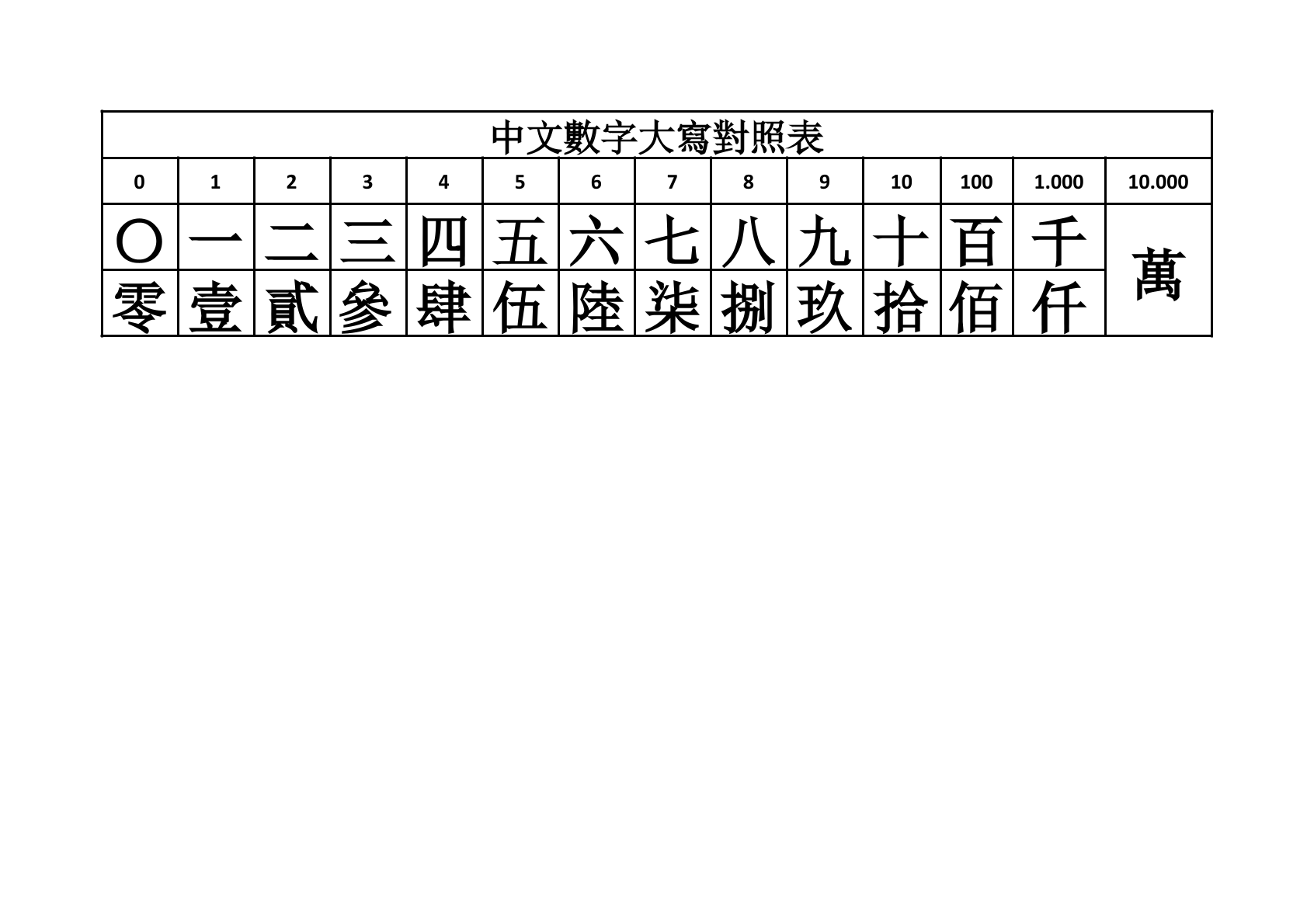
Numeración china.

Las palabras numéricas en chino se componen de las palabras del "uno" al "nueve" y palabras para potencias de diez. Por ejemplo, lo que en inglés se escribe como "doce mil trescientos cuarenta y cinco" es "一万二千三百四十五" (chino simplificado) / "一萬二千三百四十五" (chino tradicional) cuyos caracteres se traducen como "un diez mil dos mil trescientos cuatro diez cinco".

##### Mesopotamia
En la antigua Mesopotamia, la base para construir números era 60 , y el 10 se utilizaba como base intermedia para números inferiores a 60.

##### África occidental
En muchos idiomas de África occidental, las palabras que designan los números se basan en una combinación de 5 y 20, derivada de pensar en una mano completa o en un conjunto completo de dedos que comprende tanto los dedos de las manos como de los pies. De hecho, en algunos idiomas, las palabras para 5 y 20 se refieren a estas partes del cuerpo (por ejemplo, una palabra para 20 que significa "hombre completo"). Las palabras para números inferiores a 20 se basan en 5 y los números superiores combinan los números inferiores con múltiplos y potencias de 20. Esta descripción de cientos de idiomas africanos es una simplificación excesiva.

#### Conteo con los dedos
Artículo principal: Conteo con los dedos
En diversas partes del mundo se han utilizado, y se siguen utilizando, muchos sistemas de conteo con los dedos, la mayoría no son tan obvios como levantar varios dedos. La posición de los dedos puede ser lo más importante.  Un uso continuo del conteo con los dedos hace posible que las personas que hablan diferentes idiomas se puedan comunicar al hablar de precios en el mercado.
A diferencia del conteo con los dedos, el pueblo Yuki (indígenas americanos del norte de California ) lleva la cuenta utilizando los cuatro espacios entre sus dedos en lugar de los dedos mismos.  Esto se conoce como sistema de conteo octal (base 8).

### Aporte histórico
La revisión de D'Ambrosio de 1980 sobre la evolución de las matemáticas, en 1985 llega a incluir la etnomatemática en la historia de las matemáticas y su artículo de 2002 sobre los enfoques historiográficos de las matemáticas no occidentales resultan como excelentes ejemplos del tema. Además, el intento de Frankenstein y Powell en 1989 de redefinir las matemáticas desde un punto de vista no eurocéntrico y los puntos de vista de Anderson en 1990 sobre las matemáticas a nivel mundial, han sido fuertes contribuciones a esta área. También se han presentado estudios detallados de la historia de los desarrollos matemáticos de civilizaciones no europeas, como las matemáticas del antiguo Japón,,  Irak,, Egipto,  y de las civilizaciones islámica,  hebrea,  e inca .

### La filosofía y la naturaleza cultural de las matemáticas
El núcleo de cualquier debate sobre la naturaleza cultural de las matemáticas conducirá en última instancia a un examen de la naturaleza de las matemáticas en sí. Uno de los temas más antiguos y controvertidos en esta área, es si las matemáticas son internas o externas, que se remonta a los argumentos de Platón , un externalista, y Aristóteles, un internalista. Por un lado, los internalistas como Bishop, Stigler y Baranes, creen que las matemáticas son un producto cultural. Por otro lado, los externalistas, como Barrow, Chevallard y Penrose, ven las matemáticas como libres de cultura, y tienden a ser grandes críticos de la etnomatemática. Con las disputas sobre la naturaleza de las matemáticas, vienen preguntas sobre la naturaleza de la etnomatemática, y la cuestión, de si la etnomatemática es parte de las matemáticas o no. Barton, que nos ofrece el núcleo de la investigación sobre etnomatemáticas y filosofía, pregunta si "las etnomatemáticas son un precursor, un cuerpo de conocimiento paralelo o un cuerpo de conocimiento precolonizado" de las matemáticas y si es posible para nosotros identificar todos los tipos de matemáticas basados en un fundamento epistemológico occidental. 

### Matemáticas políticas
Más información: Matemáticas antirracistas
Las contribuciones en este campo intentan arrojar luz, sobre cómo las matemáticas han afectado a las áreas no académicas de la sociedad. Uno de los componentes políticos más controvertidos y provocadores de las etnomatemáticas son sus implicaciones raciales. Los etnomatemáticos sostienen que el prefijo "etno" no debe tomarse como algo relacionado con la raza, sino más bien con las tradiciones culturales de grupos de personas. 

#### Algunos ejemplos y colaboradores principales
Los escritos de Paulus Gerdes hablan acerca de cómo se pueden utilizar las matemáticas en los sistemas escolares de Mozambique y Sudáfrica, y el análisis de D'Ambrosio de 1990 hace mención al papel que desempeñan las matemáticas en la construcción de una sociedad democrática y justa, reflejando claros ejemplos del impacto que pueden tener las matemáticas en el desarrollo de la identidad de una sociedad. En 1990, Bishop también escribe sobre la poderosa y dominante influencia de las matemáticas occidentales. Se pueden ver ejemplos más específicos del impacto político de las matemáticas en el estudio de Knijik de 1993 sobre cómo los agricultores brasileños de caña de azúcar podrían estar política y económicamente armados con conocimientos matemáticos, y el análisis de Osmond sobre el valor percibido de las matemáticas por un empleador (2000).

### Las matemáticas de diferentes culturas

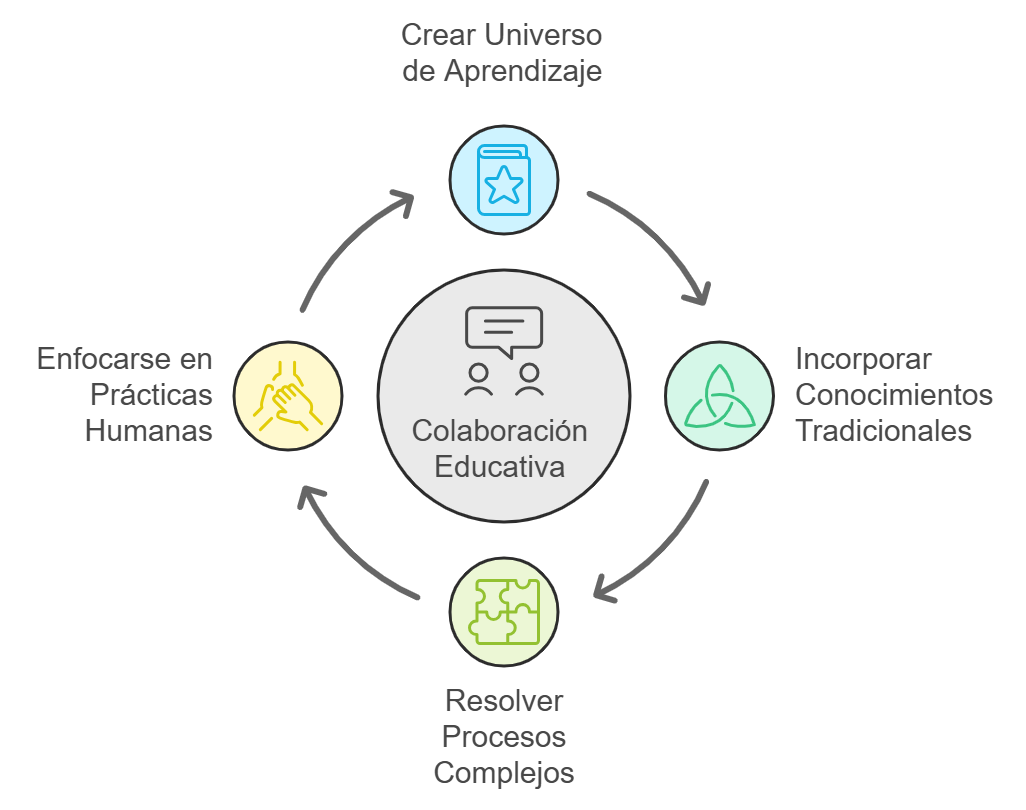
"Incluir el etno en las matemáticas significa construir un universo de comunicaciones de aprendizajes donde se necesite crear, inventar, imaginar, soñar incorporarse, resolver lo desconocido y los complejos procesos de las cotidianidades".

El objetivo que se persigue en la actualidad, es incluir las ideas matemáticas de grupos que generalmente han sido excluidas de los debates sobre las matemáticas formales y académicas. La investigación de las matemáticas de estas culturas indica dos puntos de vista ligeramente contradictorios; el primero apoya la objetividad de las matemáticas y sostiene que son algo descubierto, no construido. 
Los estudios revelan que todas las culturas tienen métodos básicos de conteo, clasificación y desciframiento, y que estos han surgido de forma independiente en diferentes lugares del mundo. Esto puede utilizarse para argumentar que estos conceptos matemáticos se están descubriendo en lugar de crearse. Sin embargo, otros destacan que la utilidad de las matemáticas es lo que tiende a ocultar sus construcciones culturales. 
Naturalmente, no es sorprendente que conceptos extremadamente prácticos como los números y el conteo hayan surgido en todas las culturas. Sin embargo, la universalidad de estos conceptos parece más difícil de sostener, a medida que más y más investigaciones revelan prácticas que son típicamente matemáticas, como contar, ordenar, clasificar, medir y pesar, realizadas de formas radicalmente diferentes.
Juegos, matemática y cultura

Juego de tres en raya o tic-tac-toe

Un juego matemático muy conocido en la cultura europea es el tres en raya (tres en línea). Se trata de un juego geométrico que se juega en un cuadrado de 3x3; el objetivo es formar una línea recta con tres símbolos iguales. Existen muchos juegos muy similares en todas partes de Inglaterra, por nombrar solo un país donde se encuentran.

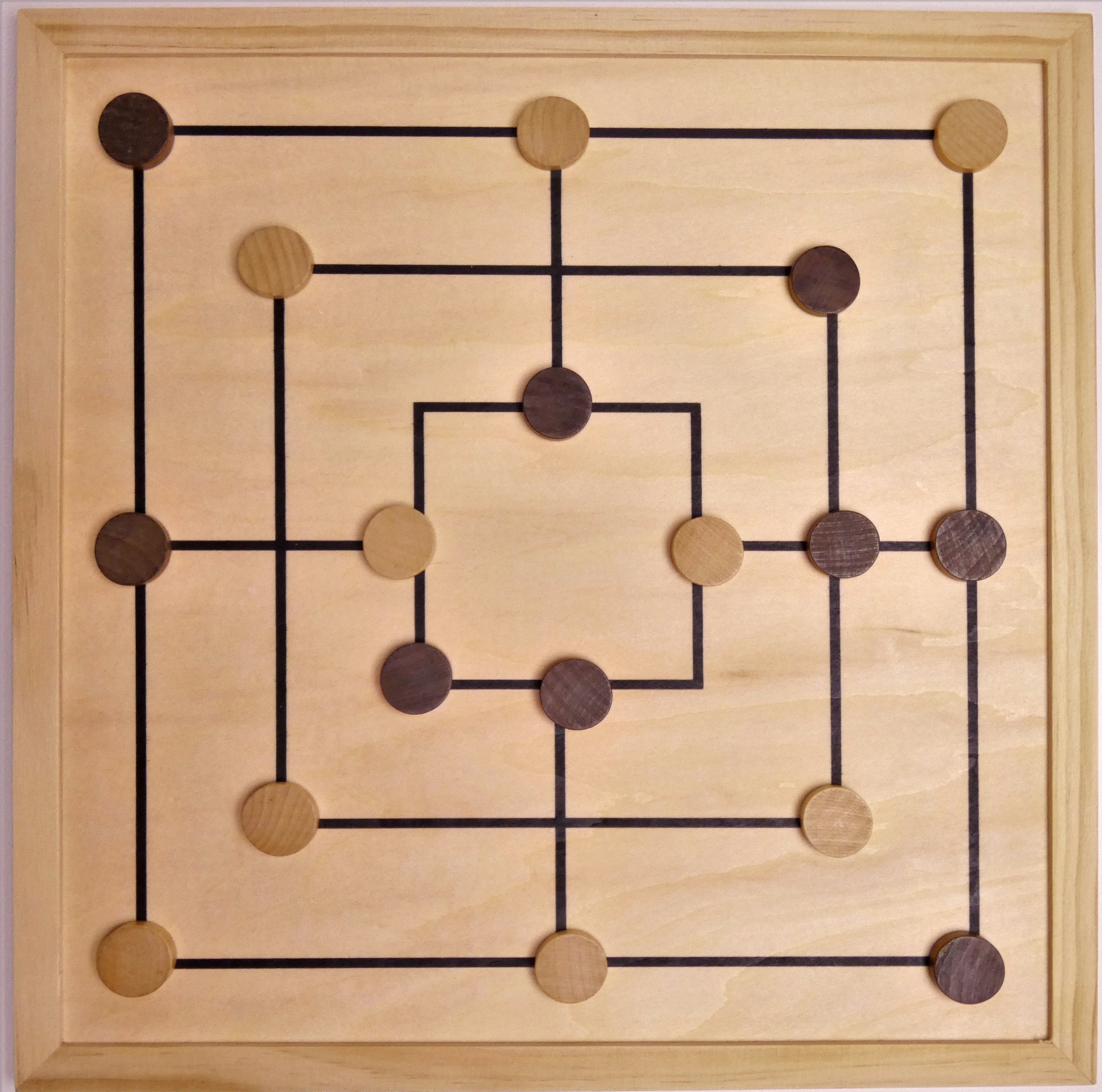
Tablero de juego del molino o Morris de nueve hombres.

Otro tipo de juego geométrico implica objetos que se mueven o saltan unos sobre otros dentro de una forma específica (un tablero). Puede haber capturas. El objetivo puede ser eliminar las piezas del oponente, o simplemente formar una cierta configuración, por ejemplo, ordenar los objetos de acuerdo con una regla. Uno de estos juegos es el "morris de nueve hombres"; tiene innumerables parte relativas en las que el tablero, la configuración o los movimientos pueden variar, a veces drásticamente.
Este tipo de juego es muy adecuado para jugar al aire libre con piedras sobre la tierra, aunque ahora se pueden usar piezas de plástico sobre un tablero de papel o madera.
Un juego matemático que se practica en África occidental consiste en dibujar una determinada figura mediante una línea que nunca termina hasta que cierra la figura al llegar al punto de partida (en terminología matemática, se trata de un camino euleriano en un gráfico ). 
Los niños usan palitos para dibujarlos en la tierra o la arena y, por supuesto, el juego se puede jugar con lápiz y papel.
Los juegos de damas, ajedrez, oware (y otros juegos mancala) y Go también pueden considerarse dentro de grupo de aquellos que surgen de las etnomatemáticas.

#### Matemáticas en el arte popular
Una forma en que las matemáticas aparecen en el arte es a través de las simetrías. Los diseños tejidos en telas o alfombras suelen tener algún tipo de disposición simétrica. Una alfombra rectangular suele tener simetría rectangular en el patrón general. 
Una tela tejida puede exhibir uno de los diecisiete tipos de grupos de simetría plana; véase Crowe (2004) para un estudio matemático ilustrado de los patrones de tejido africanos. Varios tipos de patrones descubiertos por las comunidades etnomatemáticas están relacionados con las tecnologías; véase Berczi (2002) sobre el estudio matemático ilustrado de patrones y simetría en Eurasia. 
Tras el análisis de los patrones de tejido folclórico indonesio  y los ornamentos arquitectónicos tradicionales de Batak,  la geometría de los motivos tradicionales indonesios del batik es analizada por Hokky Situngkir quién finalmente creó un nuevo género de diseños batik fractales como arte generativo; véase Situngkir y Surya (2007) para implementaciones.

### Educación matemática
La etnomatemática y la educación matemática abordan, en primer lugar, cómo los valores culturales pueden afectar la enseñanza, el aprendizaje y el currículo, y, en segundo lugar, cómo la educación matemática puede afectar a la dinámica política y social de una cultura. Una de las posturas adoptadas por muchos educadores es que es crucial reconocer el contexto cultural de los estudiantes de matemáticas mediante la enseñanza de matemáticas basadas en la cultura con las que los estudiantes puedan identificarse. ¿Puede la enseñanza de las matemáticas a través de la relevancia cultural y las experiencias personales ayudar a los estudiantes a saber más sobre la realidad, la cultura, la sociedad y sobre sí mismos? Robert (2006).
Otro enfoque sugerido por los educadores de matemáticas es exponer a los estudiantes a las matemáticas de una variedad de contextos culturales diferentes, a menudo denominado matemáticas multiculturales. Esto se puede utilizar tanto para aumentar la conciencia social de los estudiantes como para ofrecer métodos alternativos de abordar las operaciones matemáticas convencionales, como la multiplicación (Andrew, 2005).

#### Aspectos metodológicos
La investigación de (Saumell Marrero, 2022) propone un enfoque que combina la didáctica de las matemáticas con estrategias de formación docente, permitiendo a los profesores adaptar su enseñanza a las características socioculturales de sus alumnos; la metodología propuesta busca facilitar un aprendizaje significativo que conecte el conocimiento científico con saberes populares, elevando así el interés por las matemáticas. 

#### Aspectos pedagógicos
Con el paso del tiempo y los avances en las investigaciones centradas en resaltar la diversidad cultura, cada vez se hace más énfasis en la importancia de la etnomatemática como un enfoque pedagógico que permite a los docentes integrar elementos culturales en la enseñanza de las matemáticas. Este enfoque busca empoderar a los educadores para que reconozcan y valoren los saberes locales, promoviendo una educación más inclusiva y relevante. Martínez Rodríguez (2020) propone como, a través de un curso de Enculturación Matemática, es posible proporcionar a los maestros herramientas para identificar signos culturales en sus comunidades, lo que les permitirá diseñar actividades didácticas que conecten el aprendizaje matemático con la realidad sociocultural de sus alumnos.

#### Aplicaciones prácticas y estrategias didácticas en el aula
Las aplicaciones prácticas de la etnomatemática se centran en su capacidad para conectar el aprendizaje matemático con las realidades culturales presentes en el aula. Saumell Marrero menciona que este enfoque permite a los maestros utilizar los saberes locales en sus clases, lo cual no solo mejora la enseñanza, sino que también promueve un sentido de pertenencia y reconocimiento social entre los alumnos. La etnomatemática se convierte así en un recurso didáctico que puede ser utilizado para gestionar y transmitir el patrimonio cultural inmaterial de estas comunidades, asegurando que las tradiciones y conocimientos locales sean valorados y preservados.
La diversidad de estrategias didácticas planteadas hasta hoy, incluyen la investigación de signos culturales y su vinculación con conceptos matemáticos. Lo anterior invita al docente a explorar prácticas locales, como la producción agrícola y las tradiciones presentes en el grupo donde se desenvuelve, para desarrollar unidades didácticas que incorporen actividades matemáticas universales, tales como contar, medir y diseñar. Es importante notar como, las estrategias descritas no solo enriquecen el currículo escolar, sino que también fomentan un aprendizaje significativo al permitir que los estudiantes vean la relevancia de las matemáticas en su vida diaria.
Varios educadores de matemáticas han explorado formas de integrar la cultura y las matemáticas en el aula, tales como: Barber y Estrin (1995) y Bradley (1984) sobre la educación de los nativos americanos, Gerdes (1988b y 2001) con sugerencias para el uso del arte y los juegos africanos, Malloy (1997) sobre los estudiantes afroamericanos y Flores (1997), quien desarrolló estrategias de instrucción para estudiantes hispanos.

#### Casos de estudio
Se han presentado en la actualidad, varios casos de estudio que ilustran la aplicación de la etnomatemática en diferentes contextos culturales en Colombia; los casos mencionados incluyen investigaciones sobre las prácticas matemáticas de comunidades afrodescendientes y grupos indígenas, donde se analizan sus técnicas y saberes tradicionales. Por ejemplo, se destacan estudios que exploran el pensamiento matemático manifestado en actividades como la cestería y la orfebrería, lo que permite comprender cómo estas comunidades abordan problemas matemáticos en su vida cotidiana.

#### Resultados educativos y experiencias documentadas
Para lograr evidenciar resultados en el aula, se plantea la etnomatemática como una acción didáctica que requiere que los docentes desarrollen capacidades específicas para identificar y analizar cómo los conceptos matemáticos se manifiestan en diversas culturas. Según Nilson Saumell Marrero (2022), esto implica que los profesores deben ser capaces de elaborar y proyectar estrategias que conecten el aprendizaje matemático con las realidades cotidianas de sus estudiantes. El objetivo es que los alumnos puedan reconocer y valorar los saberes tradicionales de su comunidad, integrando estos conocimientos en su proceso educativo. Alcanzar lo anterior, se traduce en un aprendizaje más significativo, donde los alumnos pueden aplicar conceptos matemáticos a situaciones de su vida diaria, lo que les permite conectar la teoría con la práctica.
Algunas experiencias documentadas subrayan la importancia de integrar los saberes locales en la enseñanza de las matemáticas. Se hace mención en la investigación de Higuita (2014), el trabajo con grupos de estudiantes que han utilizado herramientas autóctonas para resolver problemas matemáticos, resaltando como, tras lo anterior, se ha logrado facilitar el camino hacia un aprendizaje más significativo y contextualizado. Estas experiencias demuestran cómo los docentes pueden aprovechar los conocimientos culturales para enriquecer el currículo escolar y motivar a los estudiantes a conectar las matemáticas con su entorno social. 
Los resultados educativos derivados de la implementación de la etnomatemática en la actualidad son prometedores. Al integrar los conocimientos culturales en el currículo escolar, se ha observado un aumento en la motivación y participación de los estudiantes en el proceso de aprendizaje. Este enfoque no solo facilita la superación de barreras que enfrentan tanto alumnos como profesores en el aprendizaje de las matemáticas, sino que al mismo tiempo logra fomentan un ambiente educativo más inclusivo y significativo. Al final, la etnomatemática no solo transforma la forma en que se enseñan las matemáticas, sino que también contribuye al fortalecimiento de la identidad cultural y social de los estudiantes.
Lo anterior refleja la forma en la cual la etnomatemática no solo se centra en la enseñanza de las matemáticas desde una perspectiva convencional, sino que también promueve un enfoque inclusivo que valora y utiliza los saberes culturales locales, enriqueciendo así el proceso educativo y fomentando una mayor conexión entre los estudiantes y su entorno social.

## Crítica reflexiva
La etnomatemática actualmente enfrenta diversos desafíos conceptuales y metodológicos que limitan su implementación efectiva en el ámbito educativo. Uno de los principales obstáculos es la complejidad terminológica. Este término puede interpretarse de múltiples maneras, dependiendo del contexto cultural y temporal, lo que genera ambigüedad en su definición. Adicional a esto, existe una dificultad inherente para alcanzar un consenso sobre su alcance y límites, lo que complica su aplicación en la práctica. 
En cuanto a las limitaciones en su aplicación educativa, a menudo se utiliza la etnomatemática únicamente como un recurso motivacional o para contextualizar el aprendizaje, sin integrarse plenamente en los procesos de enseñanza-aprendizaje, creando una separación entre los saberes matemáticos de las comunidades y los contenidos formales que se enseñan en las escuelas. Los problemas históricos de representación también juegan un papel crucial, ya que históricamente, las matemáticas de las comunidades indígenas han sido consideradas "inferiores", perpetuando una visión etnocéntrica que favorece las matemáticas occidentales; dicha perspectiva ha contribuido a mantener prejuicios sobre las prácticas matemáticas de diferentes grupos culturales, lo que limita el reconocimiento de su valor. 
Finalmente, existen desafíos de investigación que requieren enfoques más profundos para comprender cómo se desarrollan las matemáticas en diversos contextos socioculturales. Es fundamental desarrollar metodologías que integren verdaderamente los saberes locales y que superen visiones reduccionistas o folklóricas. A pesar de las buenas intenciones detrás de la etnomatemática, aún no logra transformar completamente las prácticas educativas tradicionales ni valorar plenamente la diversidad matemática presente en diferentes culturas. Todos estos desafíos resaltan la necesidad de un enfoque más crítico y reflexivo que permita avanzar hacia una educación matemática más inclusiva y representativa de la riqueza cultural existente.

## Crítica social
Richard Askey examinó  Focus on Algebra (un libro de texto de Addison-Wesley criticado en un artículo de opinión por Marianne M. Jennings  ) y entre otras deficiencias lo encontró culpable de repetir afirmaciones desacreditadas sobre la astronomía Dogon .
Actualmente, los cambios curriculares propuestos por el distrito escolar de Seattle suscitaron críticas a la etnomatemática. Algunas personas criticaron los cambios propuestos, que implicaban un marco para combinar las matemáticas y los estudios étnicos, por incorporar preguntas como "¿Qué importancia tiene tener razón?" y "¿Quién puede decir si una respuesta es correcta?" 

## Lectura adicional
- Ascher, Marcia (1991). Ethnomathematics: A Multicultural View of Mathematical Ideas Pacific Grove, Calif.: Brooks/Cole. ISBN 0-412-98941-7
- D'Ambrosio. (1985). Ethnomathematics and its place in the history and pedagogy of mathematics. For the Learning of Mathematics, 5, 44–8.
- D'Ambrosio. (1997). "Foreword", Ethnomathematics, p.xv and xx. ISBN 0-7914-3352-8.
- D'Ambrosio. (1999). Literacy, Matheracy, and Technoracy: A Trivium for Today. Mathematical Thinking and Learning 1(2), 131–153.

- D'ambrosio, Ubiratàn (2014). Ethnomatemáticás: entre las tradiciones y la modernidad. . México: Ediciones Díaz de Santos.
- Berczi, Sz. (2000): Katachi U Symmetry in the Ornamental Art of the Last Thousands Years of Eurasia. FORMA, 15/1. 11–28. Tokyo

- Closs, Michael P. (1986). Native American Mathematics. Austin, Texas: University of Texas Press. p. 431. ISBN 978-0-292-71185-3.
- Crowe, Donald W. (1973). Geometric symmetries in African art. Section 5, Part II, in Zaslavsky (1973).

- Eglash, Ron (1999). Fractales africanos: la computación moderna y diseño indígena. New Brunswick, Nueva Jersey y Londres: Rutgers University Press. ISBN 0-8135-2613-2.
- Eglash, R., Bennett, A., O'Donnell, C., Jennings, S., and Cintorino, M. "Culturally Situated Design Tools: Ethnocomputing from Field Site to Classroom." American Anthropologist, Vol. 108, No. 2. (2006), pp. 347–362.

- Farina, Franco ( 2002 ) Matemáticas en la perspectiva intercultural, en Tassinari, Gaston, eds, Elementos de la enseñanza intercultural Roma: Carocci. ISBN 8843020455

- Goetzfridt, Nicholas J. (2008) Pacific Ethnomathematics: A Bibliographic Study. Honolulu: University of Hawai'i Press. ISBN 978-0-8248-3170-7.
- Harrison, K. David. (2007) When Languages Die: The Extinction of the World's Languages and the Erosion of Human Knowledge. New York and London: Oxford University Press.
- Ifrah, George (1996). Historia Universal de las Cifras. Espasa Calpe. ISBN 8423997308.

- Joseph, George Gheverghese (1996). La Cresta del Pavo Real: las raíces no europeas de las matemáticas. Pirámide. ISBN 8436809750.

- Luitel, Bal Chandra and Taylor, Peter. (2007). The shanai, the pseudosphere and other imaginings: Envisioning culturally contextualised mathematics education. Cultural Studies of Science Education 2(3).

- Menninger, Karl (1934), Zahlwort und Ziffer. Revised edition (1958). Göttingen: Vandenhoeck and Ruprecht.

- Menninger, Karl (1969), Number Words and Number Symbols. Cambridge, Massachusetts: The M.I.T. Press.

- Nicosia, Juan José ( 2008 ) Los números y las culturas. El descubrimiento de las culturas matemáticos en la era de la globalización. Trento: Erickson.
- Powell, Arthur B.; Frankenstein, Marilyn (1997). Etnomatemáticas: desafiando el eurocentrismo en Educación Matemática. Albany, N. Y.: State University of New York Press. ISBN 0791433528.

- Situngkir, H., Surya Y. (2007). Fisika Batik (The Physics of Batik). Gramedia Pustaka Utama. ISBN 9789792244847

- Zaslavsky, Claudia (1973 (1999)). Africa counts: Número y patrón en las culturas africanas. Chicago: Lawrence Hill Books. ISBN 1-556523505.
- Zaslavsky, Claudia (1980). Count On Your Fingers African Style. New York: Thomas Y. Crowell. Revised with new illustrations, New York: Black Butterfly Books. ISBN 0-86316-250-9

- Datos: Q282213